# Seinen-manga
Seinen-manga (jap. 青年漫画) – manga lub anime adresowana głównie do młodych mężczyzn w wieku 18–30 lat.
Kobiecym odpowiednikiem jest josei-manga. Magazyny tego typu mają zwykle w tytule słowo young, np. „Shūkan Young Jump”. Popularne magazyny publikujące seinen-manga to m.in.: „Afternoon”, „Big Comic” i „Ultra Jump”.

## Przykłady seinen-mangi
- Battle Angel Alita
- Ghost in the Shell
- Hellsing
- Tokyo Ghoul
- Initial D
- MF Ghost